# Explosion de Deepwater Horizon
 (avril 2025).

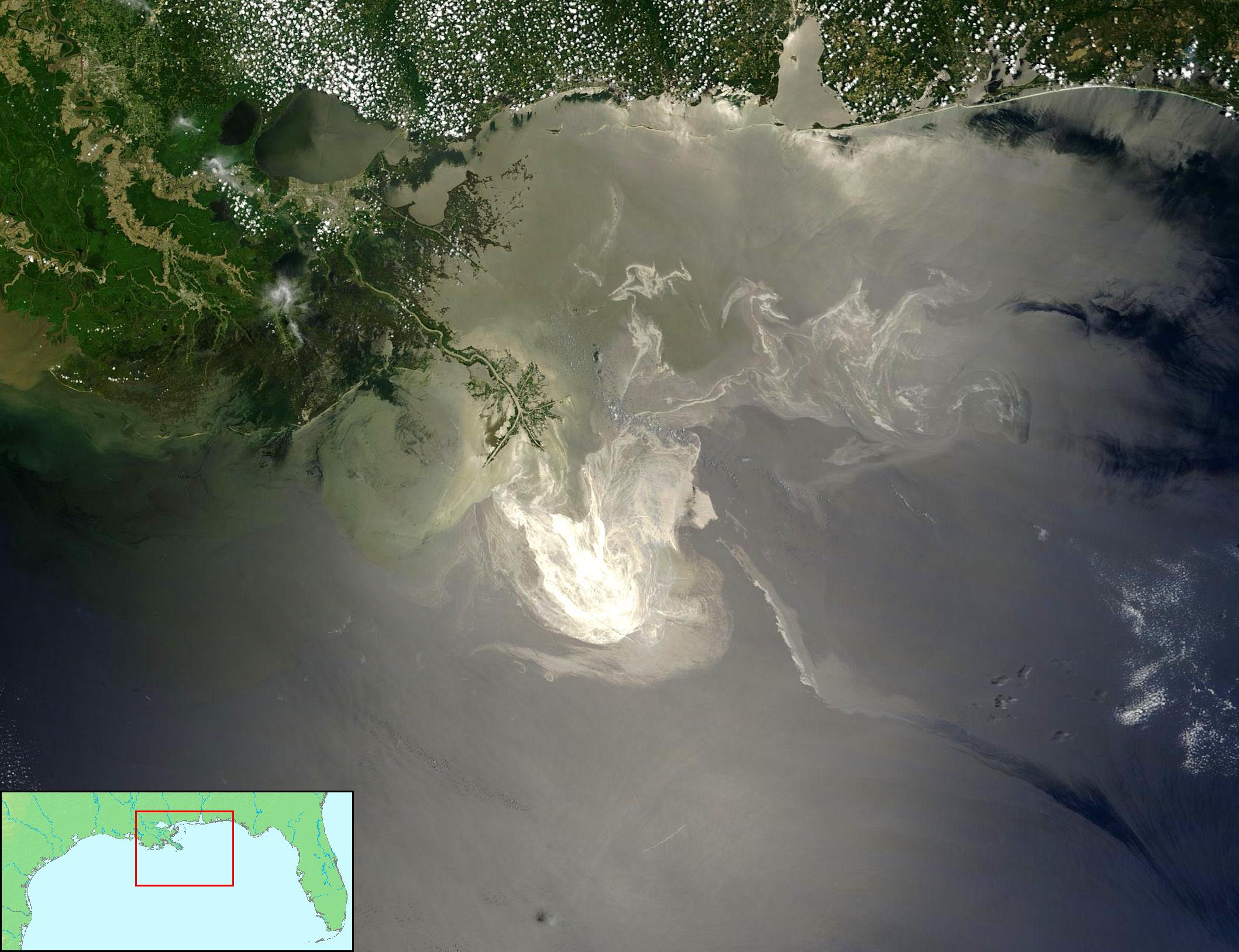
Déversement du pétrole perçu par la NASA, durant le 24 mai 2010.

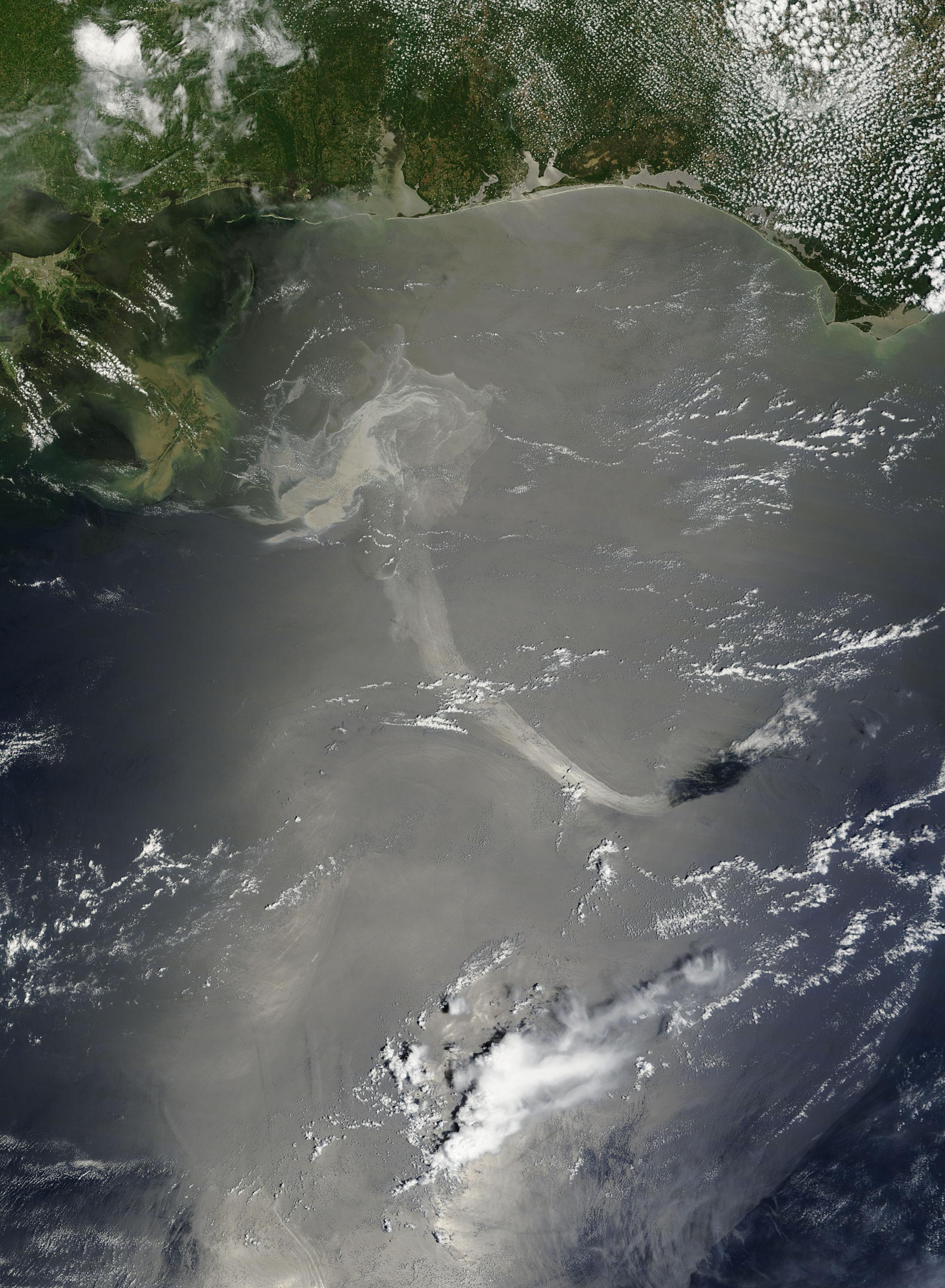
Photo d’un satellite de la NASA montrant la marée noire dans le golfe du Mexique le 17 mai 2010.

L'explosion de Deepwater Horizon survient le 20 avril 2010. Cette plate-forme pétrolière, Deepwater Horizon, coule deux jours plus tard, et repose désormais à 1 500 m de profondeur. Avant ces événements, 126 personnes étaient présentes sur la plate-forme. Parmi celles-ci, onze personnes ont d'abord été portées disparues puis déclarées officiellement décédées. En outre, 17 blessés ont été recensés parmi les personnes rapatriées sur le continent.
Plusieurs fuites se produisent lors de l'explosion et le pétrole s'échappe du sous-sol. Selon Lamar McKay, directeur pour les États-Unis de British Petroleum, le dernier dispositif de sécurité associé à la foreuse a lâché, rendant non opérationnelle la coupure de sécurité et les autres barrières empêchant le flux de pétrole de se déverser dans la mer.

## Marée noire

### Évolution de la pollution

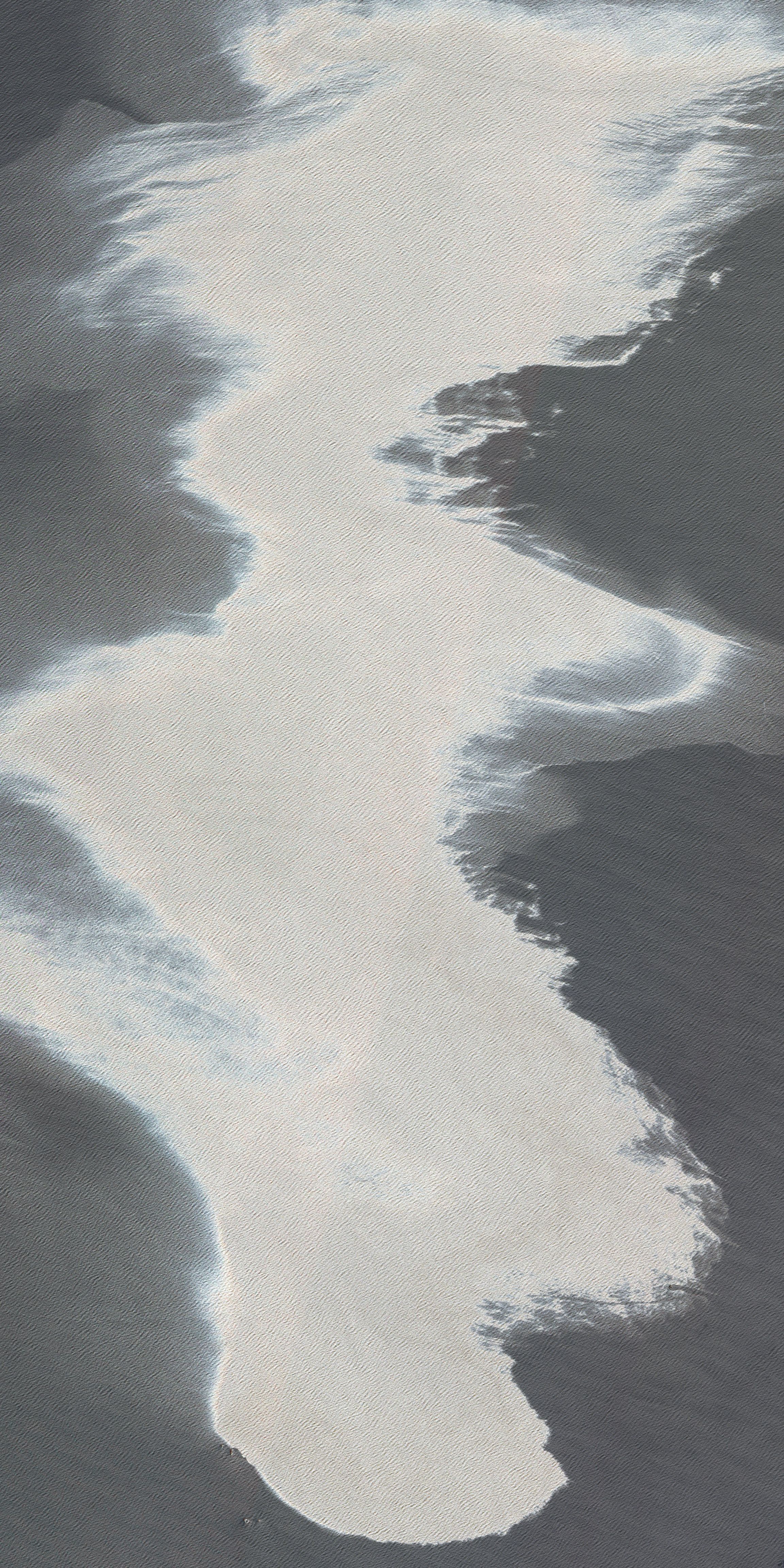
Zoom de la photo du 27 avril 2010.

La fuite de pétrole détectée à la suite de l'explosion est d’abord évaluée à 1 000 barils (159 000 litres) par jour par BP, puis revue à 5 000 barils (795 000 l) par la National Oceanic and Atmospheric Administration. Cette sous-estimation serait due à une troisième fuite située plus près de la source et non repérée auparavant. Plus d'un mois après le début de la fuite, et après plusieurs mesures de confinements tentées par BP, certains experts ont avancé que la fuite s'élèverait à 70 000 barils (11 130 000 l) par jour.
Le jeudi 29 avril 2010, les informations font état d'une nappe d'environ 3 000 km2. La taille de celle-ci augmente rapidement, atteignant 9 900 km2 le 30 avril,. Au soir, les premières plaques ont pénétré les marais du bayou et l'embouchure du Mississippi. Le 30 avril 2010, les premières boulettes de pétrole brut sont repérées sur les plages de Louisiane.
Début mai 2010, les forts vents du sud-est ont peu à peu poussé la nappe vers le Mississippi et l’Alabama. Le 5 mai, la nappe mesurait approximativement 208 km de long et 112 km de large, soit 23 300 km2. Le 9 mai, les premières traces de pétrole ont été aperçues sur les plages de l'Alabama. Le courant marin qui circule dans le golfe du Mexique (le Loop current) a entrainé la pollution vers l'Atlantique, le long de la Floride. Un mois après l'incident, les premières boulettes de pétrole ont atteint les plages de la station balnéaire de Key West, située dans les Keys, la troisième barrière de corail au monde,. Ce même courant risque d'emmener la pollution sur les côtes cubaines et sur les îles de l'Atlantique. Les modèles mathématiques laissent craindre un flux rapide vers l'Atlantique une fois que la nappe pourra sortir du Golfe, si les courants marins ont leur configuration habituelle. Le 15 mai 2010, des scientifiques de plusieurs universités faisant des recherches à bord du Pelican découvrent à grande profondeur de grands volumes d'eau polluée par des particules de pétrole, qu'ils surnomment oil plumes. La concentration en pétrole est faible (moins d'un litre par mètre cube d'eau) mais l'étendue de ces nuages – le plus grand faisant 16 km de long, 5 km de large et par endroits jusqu'à 90 m d'épaisseur – laisse présager une ré-estimation de la fuite entre 25 000 barils et 80 000 barils par jour (3 975 000 à 12 720 000 l). Certains de ces nuages ont été détectés jusqu’à 600 m de profondeur.
Le 2 juin, la superficie de la nappe de pétrole dépasse les 24 000 km2, soit la superficie de la Sardaigne, soit entre 72 et 113 millions de litres de pétrole brut. Finalement, ont été touchées les côtes de la Louisiane, du Mississippi, de l’Alabama et de la Floride. Des boulettes de pétrole ont également été observées au Texas.
Le 15 juillet, BP annonce avoir réussi à bloquer la fuite, après avoir fermé les valves du nouvel entonnoir placé sur le puits endommagé.
En trois mois, selon les estimations, entre deux et quatre millions de barils (entre 318 000 000 et 636 000 000 l) se sont déversés en mer, ce qui représente près de trois fois la quantité déversée lors du naufrage de l'Amoco Cadiz(227 000 tonnes). Selon BP, seul 26 % du pétrole serait toujours à l'état de brut dans le golfe début 2011 : 17 % du pétrole déversé aurait été récupéré à la tête du puits, 16 % se serait dilué naturellement, 3 % aurait été récupéré à la surface par des bateaux-écrémeurs, 5 % aurait été brûlé, 25 % se serait évaporé et 8 % aurait été dilué chimiquement. Cette version est cependant réfutée par des scientifiques. Samantha Joye affirme ainsi qu'il resterait « au moins 50 % du brut dans l'environnement ». Richard Steiner estime quant à lui que BP n'aurait pu extraire que 20 % du pétrole brut, le reste étant toujours présent sous forme de microparticules.

## Actions
Le gouverneur de Louisiane Bobby Jindal a déclaré le 29 avril 2010 l’état d’urgence et plus de 1 000 membres de la Garde nationale ont été dépêchés en Louisiane par le président Barack Obama le 30 avril. Le 29 avril, la marée noire a également été déclarée catastrophe nationale par le gouvernement américain.
Un site internet a été créé pour rassembler les idées que tout le monde pourrait imaginer dans le monde entier pour aider à trouver une solution.

### Systèmes de sécurité
Le système de sécurité automatique, censé prévenir toute fuite après un accident sur la plate-forme, ne s'est pas mis en marche. Selon Doug Suttles, chef des opérations pour BP, la raison en reste inconnue.
Peu après le début de l'accident, BP envoie quatre robots à 1 500 mètres de fond afin de mettre en place un système de colmatage des fuites. Le 5 mai, l'un de ces robots réussit à colmater la plus petite des trois fuites, sans toutefois modifier le débit de la fuite.

### Endiguement de la nappe

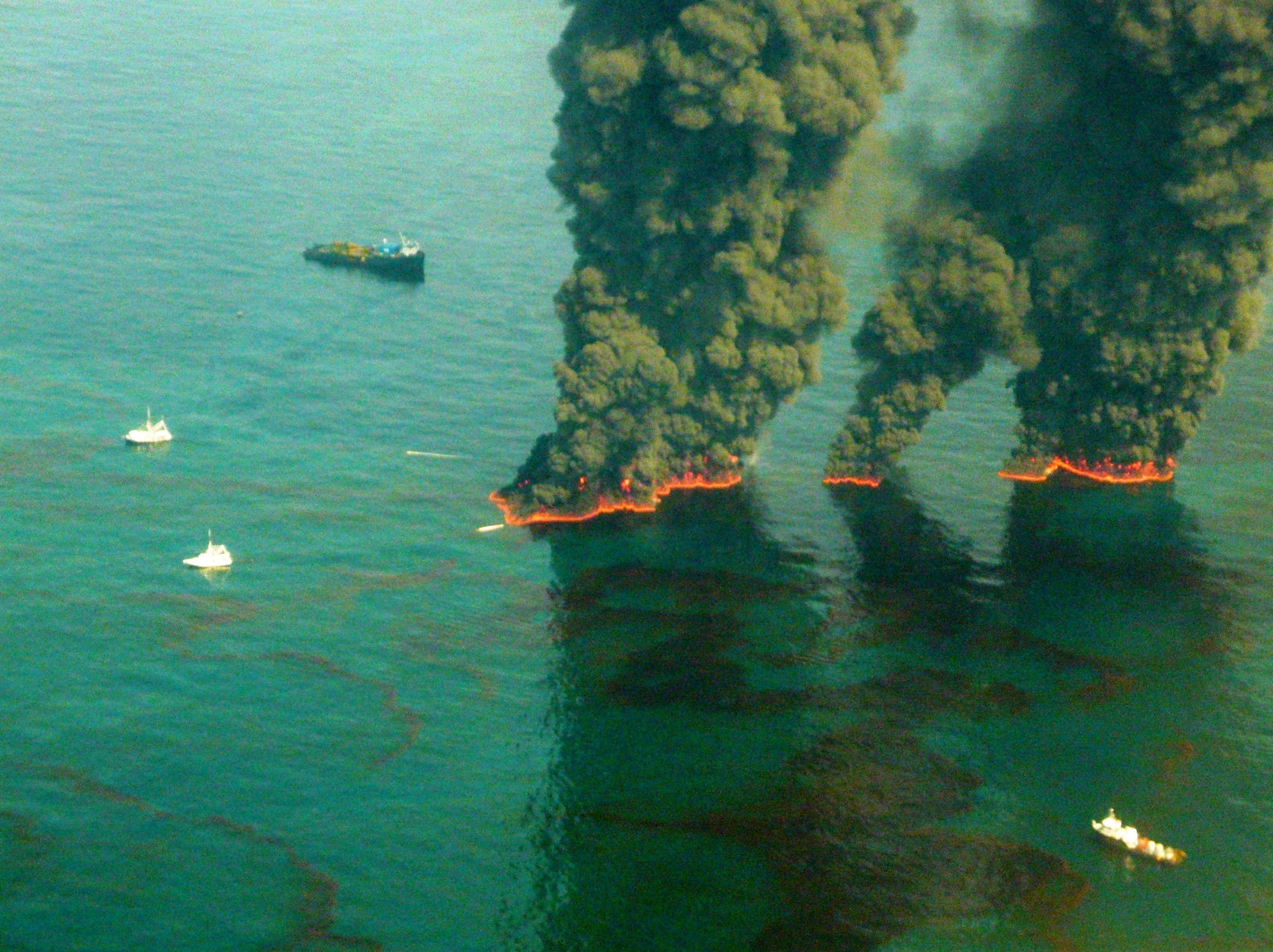
Brûlage contrôlé de la nappe dans le golfe du Mexique.

Le 1er mai, alors que les premières boulettes avaient atteint la Louisiane, 84 kilomètres de barrages flottants avaient été installés. Cependant les vents violents ont fortement diminué leur efficacité. Une semaine plus tard, quelque 150 km de barrages étaient en place, principalement pour confiner les zones côtières, ceux-ci étant inefficaces en pleine mer du fait des conditions météo.
Afin de limiter la progression de la nappe, une semaine après l'explosion ayant engendré la fuite, les garde-côtes ont commencé à mettre le feu à certaines portions de celle-ci. Le 8 mai, 4 millions de litres avaient pu être brulés, sur les 11 rejetés dans la nature, selon les estimations.

### Utilisation de dispersants

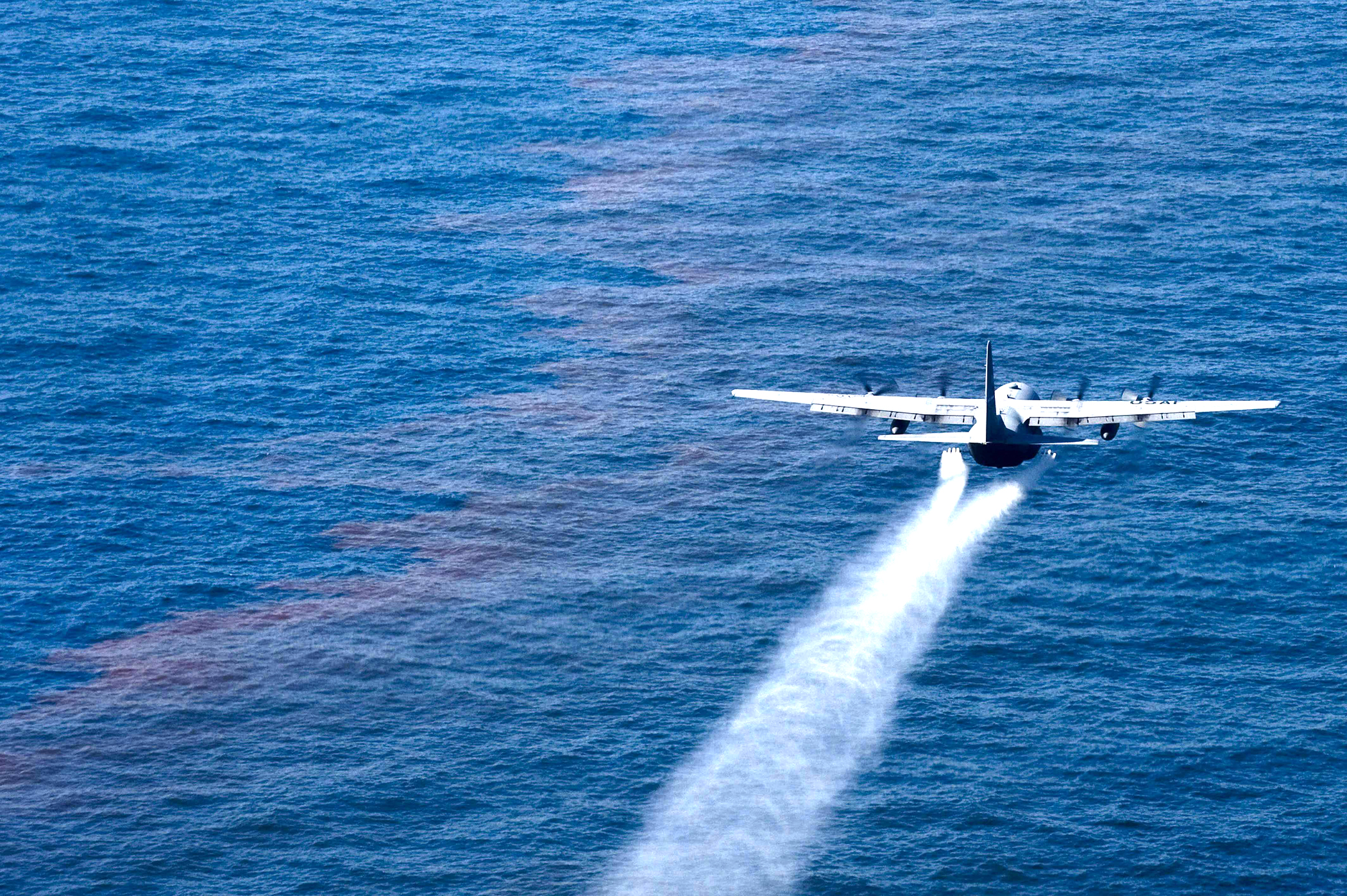
Un Lockheed C-130 Hercules diffuse des dispersants chimiques dans le golfe du Mexique.

Le dispersant Corexit 9500 est utilisé par BP pour disperser le pétrole en micro-gouttelettes. Ce dispersant, efficace, contient du propylène glycol (1 à 5 % du produit) et un sel (sulfonate) d'acide organique (sel d'acide sulfonique à raison de 10 à 30 % du total) susceptible de provoquer des irritations oculaires ou de la peau (et respiratoires en cas d'exposition répétées et prolongées). Un contact cutané prolongé dessèche la peau en provoquant un inconfort et une éventuelle dermatite. Il peut aussi aggraver des dermatites existantes et causer chez l'homme (et donc peut-on supposer chez l'animal) une « pneumonie chimique » si inhalé (après qu'il a été ingéré/régurgité). Les effets à long terme du Corexit 9500 (qui est lui-même un dérivé pétrolier) sur l'écosystème marin sont inconnus. Le 2-butoxyéthanol également utilisé dans le Corexit 9500 a été identifié comme une des causes des problèmes de santé qu'ont subis les nettoyeurs de la marée noire de l'Exxon Valdez en 1989.
Selon une modélisation faite par le producteur à partir d'un protocole et modèle simple fourni par l'EPA, en cas de dispersion du produit dans l'environnement, une dispersion inférieure à 5 % pour l'air, de 10 à 30 % pour l'eau, et de 50 à 70 % pour le sol ou les sédiments est attendue. Certains des composants peuvent être bioaccumulés dans la chaîne alimentaire. La LC50 (« Lethal Concentration 50 » ou « Dose létale 50 ») en 48 heures calculée par le fabricant est respectivement de 34 mg/L pour le copépode Acartia tonsa (en) et 20,7 mg/L pour la crevette Artemia salina. Selon le §.11 de la fiche, aucune étude de toxicité (pour l'homme) n'a été faite pour ce produit.
Le Corexit EC9500A and EC9527A n'est pas le moins toxique ni le plus efficace des dispersants existants, étant listé seulement douzième et il est interdit d'utilisation comme dispersant au Royaume-Uni. BP a dit qu'il a choisi le Corexit parce qu'il était immédiatement disponible, mais les organisations de protection de l'environnement critiquent un sacrifice de l'écosystème marin afin de sauvegarder les côtes et une utilisation de ce dispersant par intérêt économique.
Des symptômes de maladies liées au mélange entre dispersants et pétrole ont été constatés cinq mois plus tard chez les habitants de la côte:
- graves infections des voies respiratoires et des sinus, insuffisance respiratoire ;
- vomissements marron, les urines colorées marron aussi, diarrhées ;
- éruptions cutanées, maux de gorge ;
- fièvre, douleurs au buste et abdomen ;
- toux de mousse blanche avec points marron ;
- hypertension et arythmie ;
- ulcères, hémorragies internes.

### Forage d'un puits secondaire

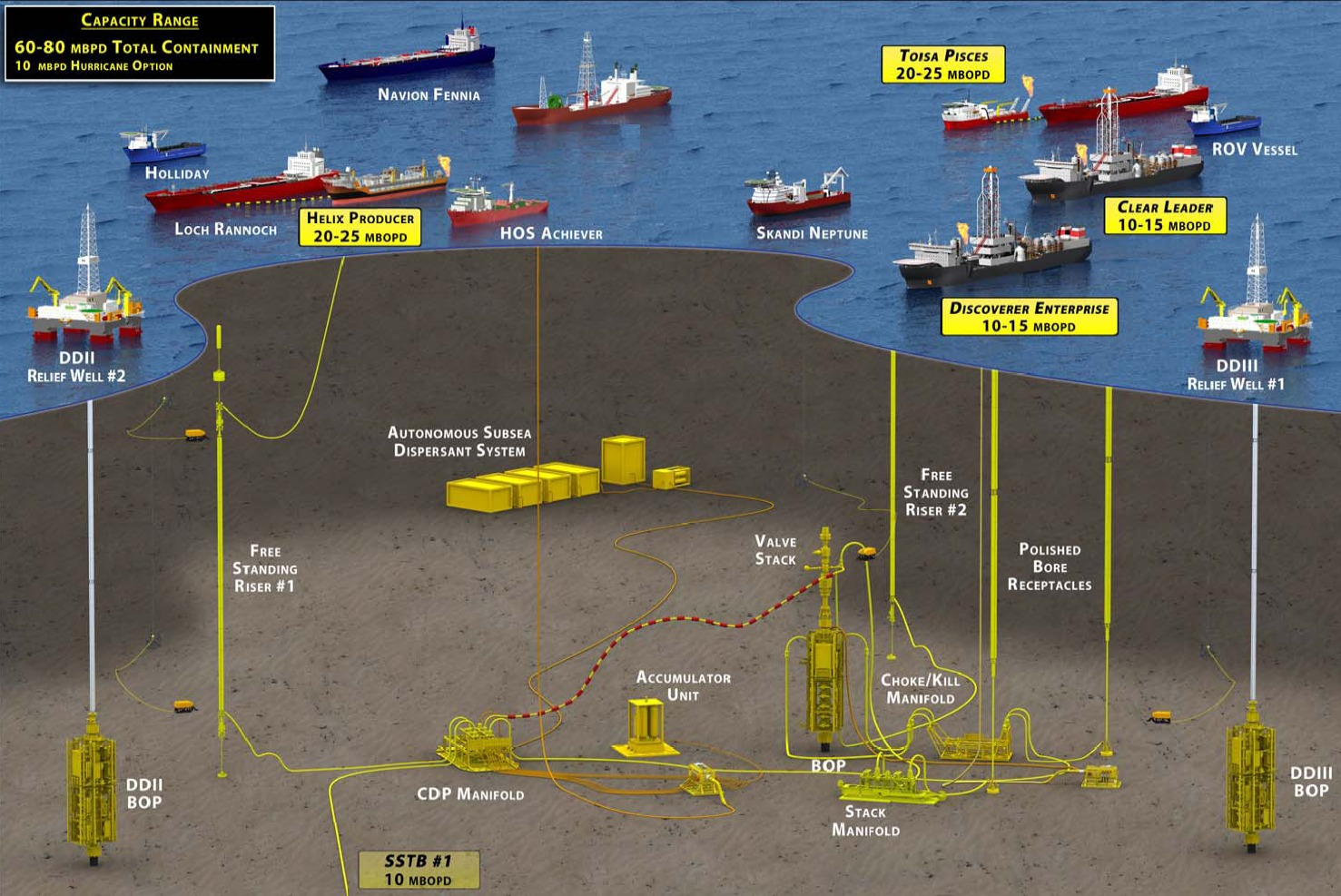
Dessin de toutes les différentes actions entreprises afin d'arrêter la fuite à mi-juillet 2010.

Début mai 2010, British Petroleum a annoncé le forage d'un puits secondaire. Ce projet, lancé à moyen terme, consistait à forer un autre puits qui rejoindrait le puits fuyard juste au-dessus du réservoir de pétrole afin d'y injecter un produit obstruant et ainsi boucher le puits à la source. Cette opération prendrait cependant plus de trois mois.
Dans l'intervalle, BP a mis en place un système afin de récupérer le maximum de pétrole du puits qui fuit via une seconde plate-forme acheminée sur le site, et réduire d'autant l'émission de polluants.

### Canalisation des fuites
En même temps que la plate-forme secondaire était amenée sur site, BP a annoncé qu'il fabriquait une cloche en acier de 98 tonnes. Au niveau des fuites, à 1 500 mètres de profondeur, ce couvercle d'acier rectangulaire devait être déposé sur le fond, au-dessus de la fuite principale. Un tuyau relié à son extrémité supérieure devait acheminer le pétrole jusqu'à un bateau en surface.
La cloche a été débarquée sur zone le 6 mai et devait permettre de canaliser 80 % des quelque 800 tonnes de pétrole s'échappant par jour, tout en permettant l’extraction du pétrole par pompage grâce à un pétrolier.
Le 8 mai, en abaissant la structure sur la fuite, les techniciens ont rencontré de nombreux cristaux d'hydrate de méthane, formés par le pétrole au contact de l'eau à cette pression. Ces cristaux inflammables ont eu pour effet de boucher le tuyau de pompage. Les ingénieurs de BP ont donc dû la retirer,,. Les dirigeants de BP ne considérant pas a priori le projet comme raté, ont envisagé plusieurs solutions, dont l'injection d'eau chaude ou de méthanol.

Processus dit « Top Kill » mis en place par BP au-dessus du puits.

Mi-mai, une nouvelle cloche, plus petite, a été amenée sur site pour retenter l'expérience. En injectant de l'eau chaude et du méthanol, et grâce à sa taille, BP espérait éviter la formation de cristaux dans la cloche. Cependant, des mouvements de la structure sous-marine ont empêché le positionnement correct de l'entonnoir sur la fuite, résultant en un second échec.
Quelques jours après ce deuxième échec, BP a annoncé avoir réussi à détourner environ 1 000 barils (sur les 8 000 barils qui s'échappaient quotidiennement de la fuite). Pour ce faire, les robots sous-marins ont inséré un tuyau directement dans le puits. Le pétrole fut ensuite ramené à la surface, dans un tanker,. Quelques jours plus tard, BP a doublé ses estimations en annonçant que le tuyau charriait jusqu'à 2 000 barils par jour. Le 22 mai, 800 000 litres de pétrole étaient pompés quotidiennement par le système. Ces chiffres, avancés par BP, ne correspondaient pas à la totalité de la fuite, nécessitant de facto une ré-estimation de celle-ci.

### Opérations
À partir du 26 mai, BP a démarré une opération très délicate, baptisée « Top Kill », pour tenter de colmater la fuite de pétrole en injectant jusqu'à 190 000 litres de boue issue du forage puis du ciment dans le conduit, en vue de l'obstruer. Cette opération avait entre 60 et 70 % de chance de réussir selon BP. Après quatre jours, l'opération a finalement échoué.
Le 4 août 2010, plus de cent jours après le début de la marée noire, BP a annoncé être parvenu à boucher les puits.

## Conséquences

### Pêche

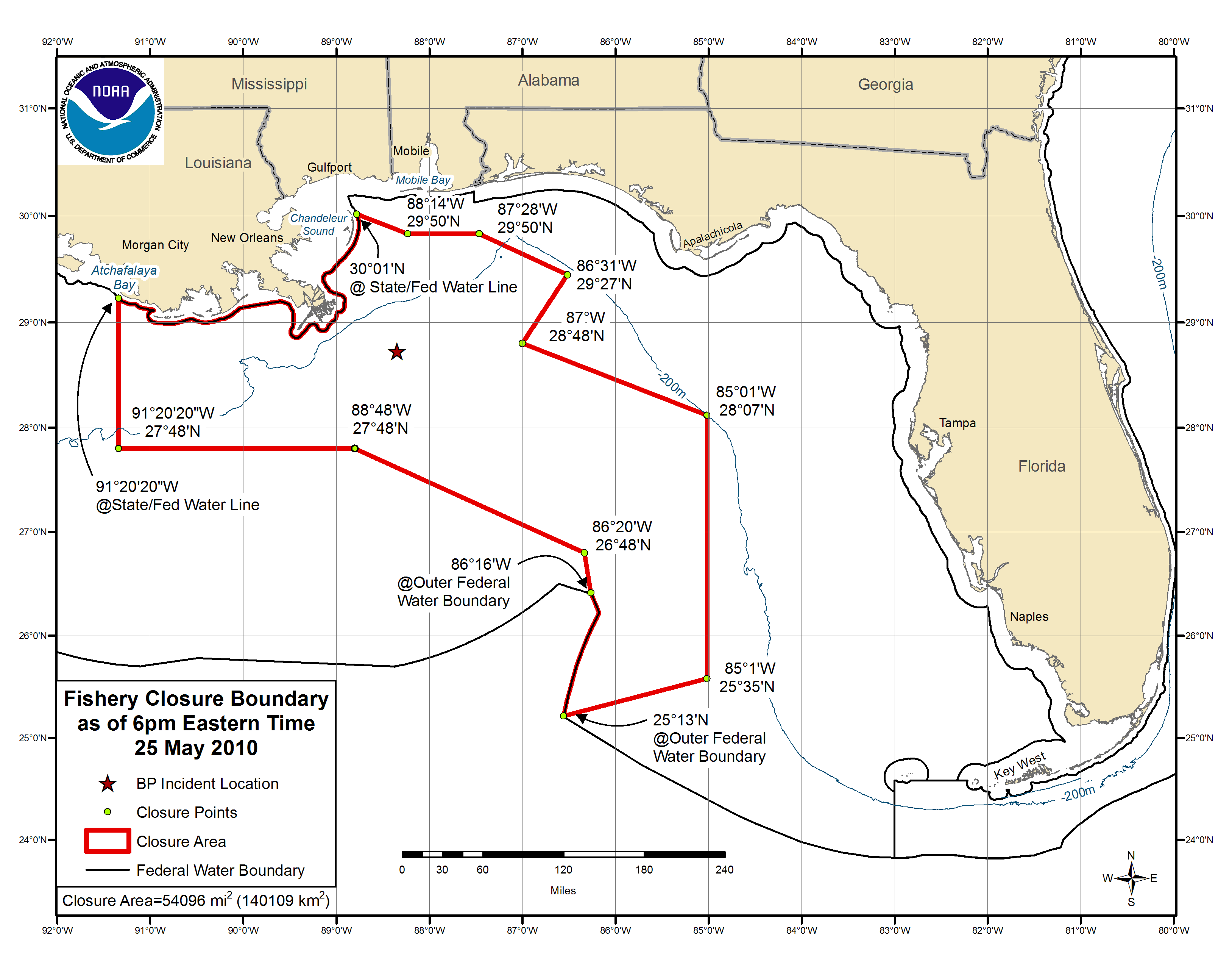
Zone d'interdiction de pêche, au 25 mai 2010.

Des estimations font état de pertes de 2,5 milliards de dollars pour l’industrie halieutique de Louisiane et de 3 milliards pour le tourisme en Floride. La Louisiane est le premier État producteur de crevettes aux États-Unis et la saison de la pêche de crevettes a été exceptionnellement avancée afin d’éviter des pertes économiques trop importantes.
Fin mai, 19 % des eaux américaines du golfe du Mexique étaient interdites à la pêche.

### Industrie pétrolière
Pour le Pr. Richard Steiner, spécialiste des catastrophes maritimes et en particulier de celle de l'Exxon Valdez, cette marée noire est le « Tchernobyl de l'industrie pétrolière » et devrait l'inciter à « arrêter l'exploitation pétrolière en mer ».

#### Conséquences économiques pour BP
Au moment de la catastrophe, l'action de BP titrait environ 60,5 dollars à la bourse de New York. Le cours résiste quelques jours entre 57 et 60 dollars, mais dès le 29 avril elle chute brutalement à 52 dollars, et le 30 avril à 48 dollars. Le 4 mai, le titre BP avait perdu 17 % depuis l'annonce de l'incendie de la plate-forme. Un mois après le naufrage, l'action atteint les 41 dollars.
Le coût de la marée noire, entièrement imputé à la compagnie BP par le président américain, s'élevait selon les premières estimations entre 2,6 et plus de 5 milliards d’euros. Il a été ré-estimé à plus de 14 milliards de dollars par la suite, selon les analystes. Le groupe a annoncé début mai qu'il avait débloqué une enveloppe de 25 millions de dollars pour chaque État américain touché (la Louisiane, le Mississippi, l'Alabama et la Floride) pour un total de 100 millions de dollars.
BP, qui a utilisé notamment des avions et des sous-marins commandés à distance pour tenter de faire face aux dégâts, aurait dépensé au moins 7 millions de dollars américains par jour pour tenter de contrôler la marée noire ; d’autres chiffres font état de 6 millions de dollars américains (4.5 millions d’euros).
Le 25 mai, British Petroleum a promis de débloquer 400 millions d’euros afin de mener à bien un programme spécial destiné à évaluer les conséquences de la marée noire sur l’environnement.
Au 5 juin 2010, BP avait dépensé environ 1 milliard de dollars sur la catastrophe. BP a, par ailleurs, réalisé un chiffre d’affaires de 6,1 milliards de dollars pour le premier trimestre 2010.
Au troisième trimestre 2012, BP annonce un bénéfice net pour cette période de 5,43 milliards de dollars. Quinze jours après cette annonce le groupe écope d'une amende de 4,5 milliards de dollars pour l'explosion de Deepwater Horizon.

## Impacts environnementaux

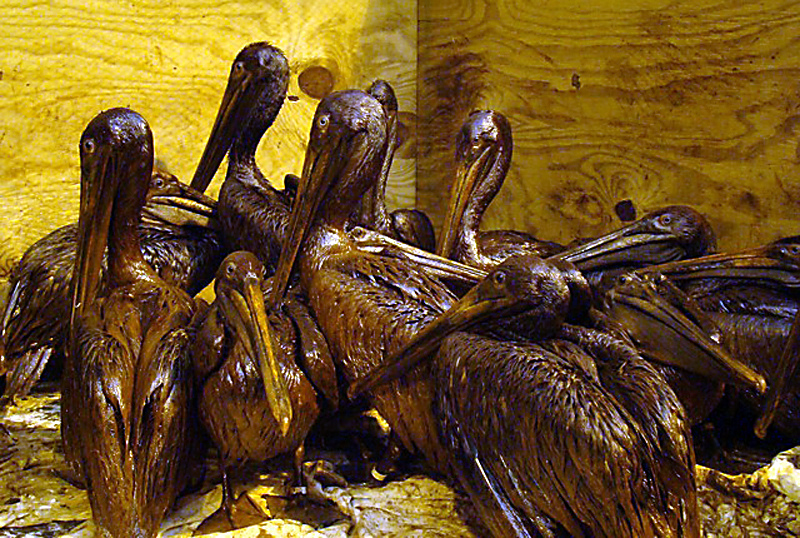
Des pélicans bruns mazoutés attendant d'être nettoyés, Louisiane, 3 juin 2010.

Au printemps 2010, en pleine saison de reproduction, différents parcs naturels dépendant du National Wildlife Refuge (le Breton National Wildlife Refuge et le Delta National Wildlife Refuge) sont affectés,. 

Le 6 mai, la réserve naturelle des îles Chandeleur est également touchée.
Huit parcs nationaux américains sont menacés par la nappe dérivante ou les gouttelettes d'hydrocarbures en solution ou les produits toxiques apportés par le vent et les embruns, ou par le pétrole déjà échoué sur les plages du Gulf Islands National Seashore à partir du début du mois de juin 2010.
Cinq semaines après le début de la marée noire, plus d’une centaine de kilomètres de plages et douze hectares de marais avaient été touchés par le pétrole.

### Risque initialement sous-estimé par BP
Dans son analyse environnementale produite pour l'étude d'impact nécessaire à l'obtention d'une autorisation d'exploitation, BP estimait qu'en cas « improbable » d'un déversement accidentel, la « qualité de l'eau serait temporairement affectée par les éléments issus de la décomposition du pétrole et par des microgouttelettes », mais que « les courants et la dégradation par les microbes feraient disparaître le pétrole de la colonne d'eau ou dilueraient les constituants au niveau de fond ». BP estimait alors que le projet n'engendrerait « aucune activité contraire à la pêche » et « aucun danger pour les mammifères marins vulnérables ou menacés de disparition », ni « d'incidence négative pour les oiseaux ».
Le 18 mai 2010, Tony Hayward (en) – directeur général de BP – insistait encore sur le fait que l'impact environnemental du déversement de pétrole dans le golfe du Mexique serait (selon lui) « très, très modeste » (« very, very modest »). Pourtant, dès 2001, Harry Roberts, spécialiste des zones côtières à l'université de Louisiane avait alerté (via le journal Bloomberg, début juin 2001) sur le fait que selon lui, un total (hypothétique) de quatre millions de barils de pétrole déversé suffirait à « effacer la vie marine profonde autour d'une fuite et ailleurs dans le Golfe » ainsi que « sur des centaines de miles de côtes ».

### Conséquences sur la faune
Plus de 400 espèces patrimoniales vivent dans les îles et les marais exposés à la marée noire, dont la tortue de Kemp en voie de disparition. Environ 34 000 oiseaux ont été comptés rien que dans les réserves (refuges nationaux) les plus exposées, dont des colonies d'oiseaux aquatiques (mouette, pélican, Spatule rosée, aigrette, sterne et héron bleu,,).
Au 15 juin 2010, 1 152 animaux ont été trouvés morts dans la zone de déversement, dont 770 oiseaux, 341 tortues de mer, et 41 dauphins et autres mammifères. Tous les animaux morts n'ont probablement pas été découverts. Selon le U.S. Fish and Wildlife Service, il n'est pas certain que ces animaux aient été tués par l'or noir.
Il pourrait y avoir eu 50 fois plus de cétacés (baleines et dauphins) tués que ce qu'avaient estimé les premiers calculs. Début 2011, des centaines de dauphins, dont des nouveau-nés, sont retrouvés morts sur les plages de l'Alabama et du Mississippi.
Cet indice de toxicité différée semble encore en 2013 concerner la vie et la reproduction des mammifères marins : de 2000 à 2009, ce sont 25 à 30 dauphins (moyenne annuelle) qui ont été retrouvés morts sur les plages du golfe, les trois années suivantes (2010 à début 2013), ce sont 865 échouages de cétacés qui ont été signalés dans le golfe, dont 95 % étaient déjà morts), et au début 2013, 13 cadavres de dauphins ont été déposés par la mer en un mois (13 janvier et 14 février 2013) ; Selon la National Oceanic and Atmospheric Administration (NOAA) il s'agit d'un « événement de mortalité inhabituelle » pour les dauphins et les baleines dans le nord du golfe du Mexique, toutefois la catastrophe de DeepHorizon ne serait pas seule en cause, car l'augmentation du nombre de mortalités anormales avait commencé début 2010, avant l'explosion.

### Écologique

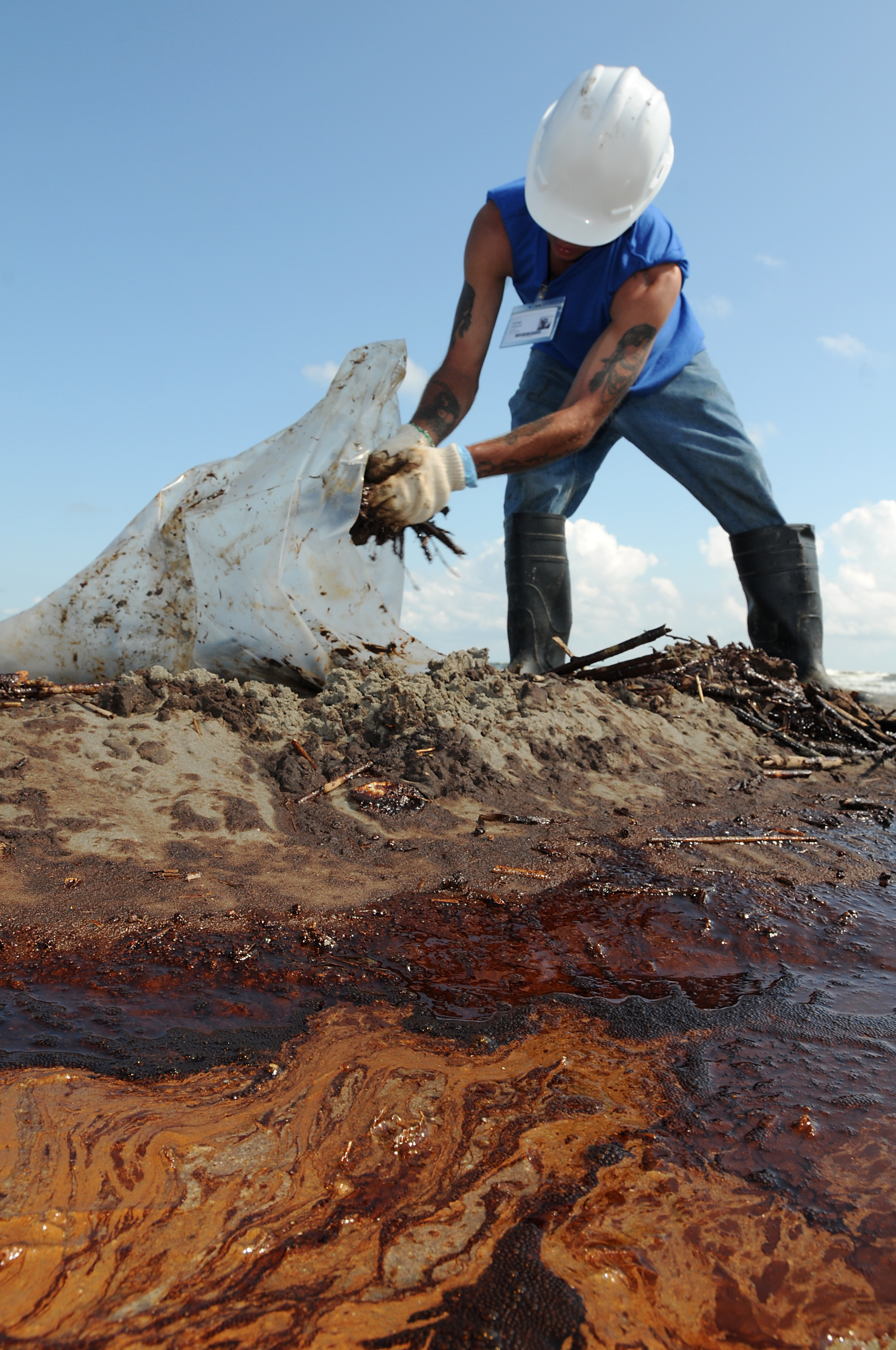
Nettoyage d'une plage de Louisiane le 21 mai 2010.

Pour Amak Saito (chercheur au Woods Hole Oceanographic Institution du Massachusetts), une telle quantité de pétrole « peut modifier la chimie marine avec des résultats imprévisibles ». L'océanographe Ian MacDonald a estimé après l'accident que la dissolution de méthane dans la masse d'eau pourrait également faire chuter le taux d'oxygène des eaux du Golfe et qu'avec ce gaz seront également apportées d'énormes quantités de benzène et d'autres composés toxiques et écotoxiques. Dans les quatre mois qui ont suivi l'accident, le taux d'oxygène a effectivement fortement chuté et des bactéries méthanotrophes semblent avoir consommé une certaine quantité de méthane solubilisé dans l'eau (2/3 des hydrocarbures émis à la suite de l'accident étaient gazeux ; éthane, propane et surtout méthane à 87,5 % du total). Les analyses récentes, in situ, montrent que le méthane n'est plus présent sur le site ou qu'il a disparu bien plus vite qu'attendu ; « sans doute mangé par les bactéries marines ». Étonnamment, le taux de méthane trouvé sur 200 échantillons de la zone d'étude, durant trois campagnes de recherche du 18 août au 4 octobre 2010, était même plus bas qu'il ne l'est habituellement dans la zone. Après sa dissolution dans les eaux froides, soumis à une forte pression à 1 200 à 800 mètres de profondeur, une partie du méthane a été consommée par des bactéries méthanotrophes. Mais selon Samantha Joye, les panaches d'eau enrichie en méthane sont très mobiles et le fait que rien n'ait été trouvé dans la zone de prélèvement ne signifie pas qu'une partie n'ait pas été emportée ailleurs par les courants. Pour sa part David Valentine (Université de Californie) pense que le déficit en oxygène (évalué à environ 1 million de tonnes pour cette période) correspond à une moindre photosynthèse ou à une énorme consommation par les bactéries dont les méthanotrophes. Aucune espèce bactérienne méthanotrophe dans les zones du panache n'a été trouvée en juin 2010. Cependant beaucoup ont été trouvées, ainsi que des espèces dégradant le pétrole, dans les expéditions qui ont suivi.
Ian MacDonald reste prudent : Il a mesuré durant 15 ans les taux de méthane des suintements froids d'hydrocarbures naturels du golfe. Dans ces environnements, la population microbienne méthanotrophe trouve a priori des conditions idéales. Elle aurait pu donner naissance à des populations microbiennes aptes à dégrader le pétrole et le gaz. Or, dans leur milieu naturel, en temps normal, une grande partie du méthane qui percole dans le sédiment arrive intacte à la surface de l'océan. Ian McDonald trouve « donc incompréhensible que lorsqu'on augmente le taux de rejet de plusieurs ordres de grandeur, la totalité du gaz soit brusquement consommée avant qu'il n'atteigne la surface ». Une autre énigme resterait à résoudre : les bactéries méthanotrophes nécessitent pour se développer autre chose que de l'oxygène et des hydrocarbures : une grande quantité de fer, d'azote, de phosphore et de cuivre, qui selon Samantha Joye n'était pas disponible dans le milieu.
Le courant du Gulf Stream qui se réchauffe dans cette région pourrait emporter vers l'océan Atlantique des quantités significatives d'hydrocarbures et de leurs sous-produits ou d'autres toxiques émis par la fuite. Si le pétrole suit la boucle du Loop Current (courant venu du sud qui effectue une boucle dans le golfe du Mexique, pour en sortir vers le sud-est par le détroit de Floride et rejoindre le Gulf Stream), il pourrait avoir des répercussions distantes de la faune, même si aucune nappe ne touchait les plages. Larry Crowder (biologiste marin de l’université Duke) pense que les tortues caouannes, déjà menacées sur les plages de la Caroline, nageraient alors dans les eaux contaminées. Des oiseaux de mer et des mammifères marins comme les dauphins pourraient également souffrir des effets de cette pollution. 
Quatre-vingt-dix pour cent de la vie marine de Caroline du Nord ayant une valeur commerciale fraye au large des côtes et pourrait être contaminée si le pétrole atteint cette zone. Douglas Rader (scientifique de l'Environmental Defense Fund), dit que les proies pourraient ainsi être affectées.
Steve Ross, de l'université de Wilmington, craint que les récifs coralliens situés devant la côte est soient affectés par le pétrole,. Les dégâts et conséquences futurs pour le plancher océanique ne sont pas encore connus. Toute la vie marine comprise entre le fond de l'océan et sa surface peut être affectée. Thad Allen (garde-côte) estime que la surface océanique peut être nettoyée en quelques mois ; il faudra des années pour sortir les hydrocarbures des marais.

### Effets à moyen et long terme
Des incertitudes existent sur la durée de la fuite, la dispersion des panaches sous-marins et des nappes de surface, la nature, le comportement et l'effet des gaz et sous-produits volatils, biodégradables ou non (métaux potentiellement présents dans le pétrole ou le gaz naturel, dont le mercure).
L'évaluation des effets est liée à la toxicité intrinsèque du pétrole et de ses vapeurs et condensats : HAP, sulfure d'hydrogène, benzène et mercure présents en quantité. L'EPA a évalué en 2001 que la production pétrolière des États-Unis pouvait émettre jusqu'à 10 000 t environ par an de mercure dans l'environnement et sa capacité à être bioconcentrés par la chaine alimentaire via le plancton et les animaux filtreurs. Les formes organiques dissoutes du mercure (les plus toxiques) sont très solubles dans le pétrole, mais aussi dans ses vapeurs. Les courants et les vents peuvent les conduire à grande distance du point d'émission. La teneur du pétrole en composés dialkylés (mono- et di-méthylmercure) et leur stabilité sont scientifiquement discutées en raison de la complexité de la chimie du pétrole selon température, pression, teneur en eau, etc. et de la réversibilité des réactions conduisant aux composés dialkylés du mercure.
- La toxicité des dispersants, produits nettoyants et organochlorés générés lors du brûlage de pétrole en présence de chlorures marins ;
- l'anoxie induite du milieu (hypoxie) ; elle peut être induite par le cumul de plusieurs causes : le film gras qui se forme en surface freine les échanges gazeux eau/air. Ce film diminue le flux d'énergie lumineuse nécessaire à la photosynthèse. La mort ou réduction d'une part significative du phytoplancton induit un pic de consommation d'oxygène par les bactéries se nourrissant des produits de dégradation des hydrocarbures ;
- corrélativement le taux de CO2 de l'eau peut augmenter et acidifier l'eau[85] :

Tous ces phénomènes peuvent contribuer à aggraver le phénomène de zone marine morte dans l'espace et dans le temps.
Cette catastrophe ajoutera ses impacts à ceux de nombreuses autres marées noires, dont l'expérience montre qu'elles causent des dommages environnementaux pour de longues années, voire des décennies.

### Résistance des écosystèmes
Divers experts, dont Samantha Joye de l'université de Géorgie, rappellent que le pétrole peut nuire directement aux poissons, mais aussi indirectement priver l'eau de dioxygène, en favorisant la multiplication de microbes se nourrissant d'hydrocarbures, avec des effets en cascade dans la chaîne alimentaire. Samantha Joye estime qu'il pourrait falloir des années voire des décennies pour que les écosystèmes se remettent de cette pollution par le pétrole et les gaz perdus par le puits détruit ou par des panaches sous-marins secondaires.
Selon Daniel Guiral, directeur de recherche à l’Institut de Recherche pour le Développement, les bayous pourraient mettre de 20 ou 30 ans pour retrouver leur intégrité après cette catastrophe ; néanmoins, cet environnement est plus adapté à l’égard des hydrocarbures que d’autres, et aurait été davantage affecté en cas de catastrophe causée par des pesticides.

## Réactions

### Procès
Plusieurs plaintes ont été déposées. Dès le 22 avril 2010, les familles de deux travailleurs disparus ont porté plainte devant les tribunaux fédéraux et de Louisiane contre BP et Transocean, invoquant la négligence et le non-respect des règlements fédéraux. Au 30 avril 2010, au moins quatre plaintes avaient été déposées, dont plusieurs class action.
Une enquête de l'Associated Press (AP) du 16 mai a révélé un laxisme coupable du Minerals Management Service, l'agence fédérale américaine chargée des contrôles sur la plate-forme pétrolière.
Deux entreprises de pêche de crevettes ont déposé une action de groupe contre Transocean, BP, Halliburton Energy Services Inc. et Cameron International le 28 avril 2010, réclamant 5 millions de dollars de dommages et intérêts en raison des effets sur l’industrie de la pêche de crevettes de la marée noire,.

### Opinion publique
L'opinion publique s'est indignée de la catastrophe écologique provoquée par BP et s'est exprimée sur internet, reprochant à la compagnie son « imprudente avarice et sa négligence criminelle ». Sur le site de Public Citizen, un groupe qui milite pour le boycott de BP dans le monde a été formé ; il regroupe plus de 220 000 signatures.
Un groupe s'est également constitué sur Facebook réunissant presque un million de membres. Le 29 juin 2010, le groupe a été fermé sans aucun avertissement de la part de Facebook. Cela a provoqué une avalanche de critiques à l'égard de Facebook et de sa volonté de censurer le réseau social. Facebook a annoncé de son côté que le groupe a été fermé accidentellement par un système automatique. Cette explication a été rejetée par des sites comme change.org. Le groupe a été rétabli une journée plus tard.

### Opposition républicaine
Jon Kyl et Pat Roberts sont revenus sur leur soutien au slogan « Drill, baby, drill ».

### Gouvernement et administration

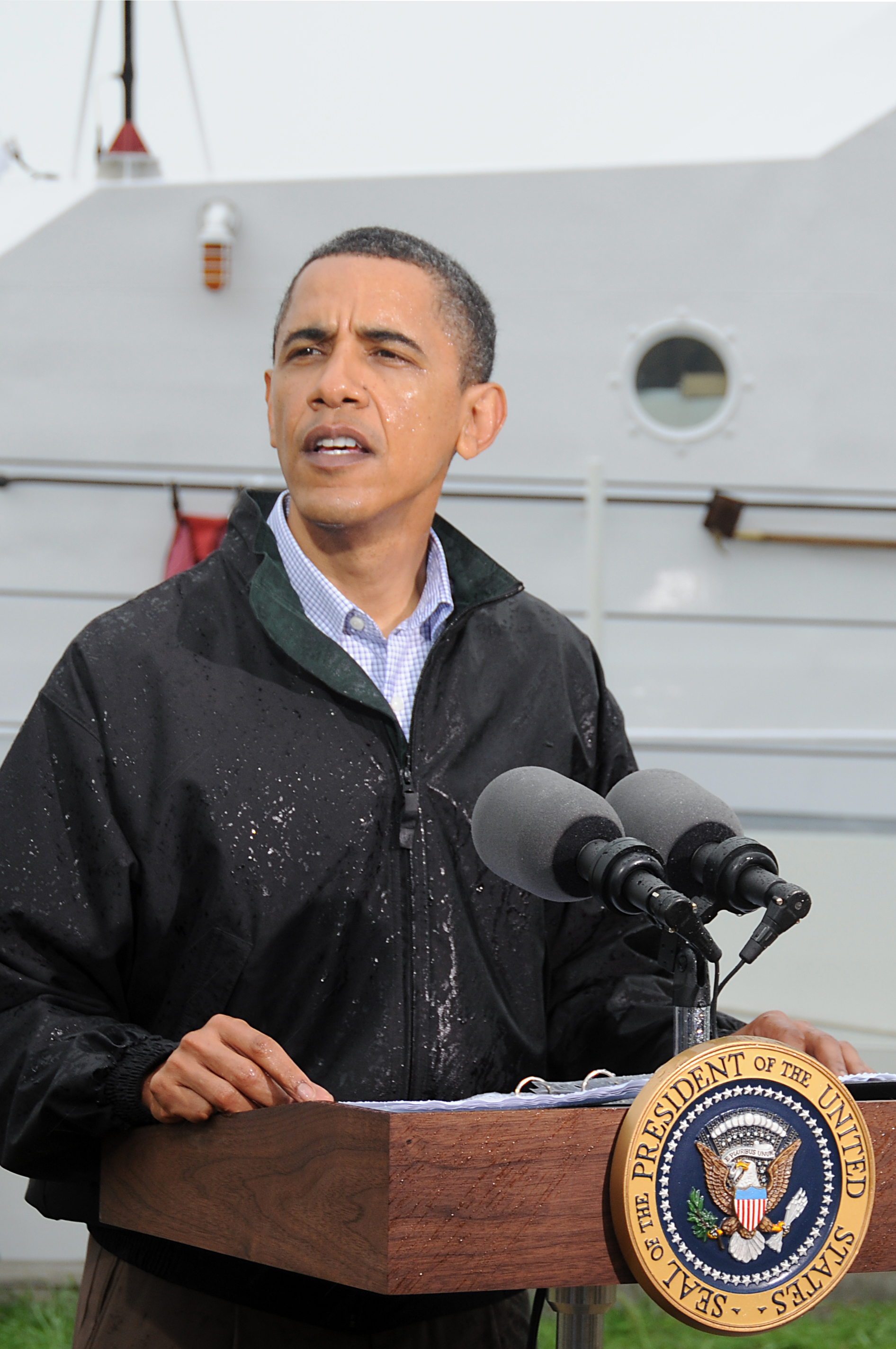
Le président Barack Obama en Louisiane, 2 mai 2010.

Le MMS (Minerals Management Service) et le ministère de l'Intérieur ont conjointement ouvert une plate-forme en ligne de consultation de documents relatifs à la catastrophe et à ses suites. Ils utilisent aussi Twitter et Facebook.
Ed Markey, président de la Commission sur l'énergie et l’environnement, au Congrès américain, a affirmé que « BP a fait de l'obstruction à la publication des vidéos durant 23 jours, et ensuite elle n'a montré les images qu’au compte-goutte ». Il a insisté sur le fait que l'entreprise devait mettre à disposition une vidéo en temps réel de la fuite (vidéo de la fuite de gaz et pétrole et du panache, à partir d'un des segments du tuyau cassé reposant sur le fond). Un mois après le début de l'incident, le ministre américain des Affaires intérieures, Ken Salazar, a déclaré que, bien qu'il soit assuré que BP mette tout en œuvre pour pallier le problème de la marée noire, il ne pense pas qu'ils sachent exactement ce qu'ils font.
Le président américain Barack Obama a annoncé que BP était responsable devant la loi de la totalité des frais engendrés par l'accident et des opérations de nettoyage. Selon lui, les relations entre compagnies pétrolières et l'agence fédérale donnant les permis de forage étaient bien trop ambiguës, et ce depuis une dizaine d'années. Il considère que les permis ont trop souvent été accordés avec des garanties de sécurité insuffisantes. Afin de remédier à cela, l'agence en question sera divisée entre, d'une part le service donnant les autorisations et d'autre part celui récoltant les royalties des compagnies pétrolières.
Le département américain de l'Intérieur a publié le 30 mai 2010 un moratoire de six mois, d'application immédiate sur tous les forages de puits eau profonde (à partir de 500 pieds) et très profonde. Les puits en exploitation peuvent continuer à fonctionner, mais doivent demander une approbation d'activité par le ministère de l'Intérieur.
Au 20 juin 2010, selon la Maison Blanche et son centre d'information, l'administration avait autorisé le déploiement de 17 500 soldats de la Garde nationale pour répondre à cette crise (à ce jour, 1 612 ont été activés).
- Environ 33 000 personnes sont mobilisées pour protéger la côte et la faune et nettoyage les zones vitales du littoral, avec l'aide de plus de 6 300 navires sur site (dont écumeurs, remorqueurs, barges, navires de récupération et d'aide au confinement et à l'effort de nettoyage, outre plusieurs dizaines d'avions, de véhicules télécommandés, et plusieurs unités mobiles de forage offshore.
- Des barrages flottants de confinement ont été déployés sur environ 2,44 millions de pieds (743 km). 3,87 millions de pieds (1 180 km) de structure absorbante ont été déployés. Environ 544 000 pieds de barrage de confinement et 1,88 million de pieds de structure absorbante sont disponibles ;
- Environ 22,9 millions de gallons de mélange pétrole-eau ont été récupérés et environ 1,36 million de gallons (plus de 5 millions de litres) de dispersant ont été appliquées ; 931 000 gallons à la surface de l'eau et 436 000 sous-marin. Plus de 500 000 gallons sont disponibles ;
- 244 brûlages dirigés de nappes confinées ont été conduits (soit plus de 5,25 millions de gallons de pétrole détruit avant qu'il ne touche la côte) ;
- 17 dispositifs sont en place pour protéger des rivages sensibles;
- Environ 59 miles (95 km) de côte subit actuellement les effets de la marée noire (environ 34 miles en Louisiane, 4 dans le Mississippi, 9 en Alabama, et 12 en Floride) ;
- Environ 80,800 miles carrés de surface du golfe du Mexique sont interdits à la pêche en vue de concilier les préoccupations économiques et de santé publique (plus de 66 % restent ouverts)[110].

Ceci avec l'aide d'experts ou de moyens du Canada, d'Allemagne, du Mexique, des Pays-Bas, de la Norvège, de l'OMI (organisation maritime internationale des Nations unies) et de l'Union européenne.

### Réactions de BP
Un peu moins d'un mois après l'explosion, Tony Hayward, CEO de BP, a annoncé à la télévision que l'impact environnemental de l'« incident » serait très faible. Quelques jours plus tard, lors d'une visite sur les plages de Louisiane, il a annoncé que BP serait là « pour le long terme » et qu'ils allaient « nettoyer chaque goutte de pétrole au large de la côte » et « tout mettre en œuvre pour remédier à la pollution environnementale » et faire « en sorte de ramener la normalité dans le golfe du Mexique aussi vite que possible ». Un mois plus tard, n'ayant toujours pas réussi à maitriser les fuites, BP s'est engagé à déposer 20 milliards de dollars sur un compte bloqué pour indemniser les victimes. L'avocat Kenneth Feinberg pourrait peut-être gérer ce compte et les indemnisations, comme il l'a fait pour les victimes du 11 septembre 2001.
Le 17 juin 2010, BP a annoncé que Tony Hayward devait laisser la gestion de la marée noire à quelqu'un d'autre. L'entreprise annonce à cette date la capacité de récupérer 4 millions de litres par jour de brut allait encore croître avant juillet. Elle a acheté trente-deux machines permettant de séparer l'eau du pétrole (capacité : 25 millions de litres par jour) et a commencé à forer deux puits de secours qu'elle compte mettre en service mi-août. Vingt-deux pays (dont la Russie, le Canada et le Japon) ont proposé leur aide aux États-Unis.
Le 14 mars 2011, David Fritz indique qu'il était le seul employé de BP affecté à la gestion des risques en cas de marée noire au moment de la catastrophe. Il déclare « I didn't have programs. The program was me » (« Je n'avais pas de programme. Le programme, c'était moi »).

### Union européenne
Le Parlement européen a voté le 13 septembre 2011 un rapport sur le défi de la sécurisation des activités pétrolières et gazières offshore.
Ce rapport d'initiative a été élaboré à la suite d'une communication de la Commission européenne et devrait aboutir à une proposition législative à la fin de l'année 2011. L’objectif du Parlement européen est de tirer les leçons de la catastrophe Deepwater Horizon aux États-Unis, et d’empêcher qu’un tel drame ne se renouvelle dans les eaux de l’Union européenne.
« Pour empêcher une telle catastrophe dans les eaux de l’Union européenne, nous devons renforcer notre législation » a déclaré Henri Weber dans un communiqué.
« Ce rapport (...) dresse des propositions concrètes pour renforcer la sécurité des installations existantes et à venir. Nous demandons l'amélioration des contrôles, ainsi que le renforcement de leur indépendance, et exigeons une transparence totale sur les accidents. Parce qu’un accident à l’extérieur de l’Union européenne affecte d’une façon ou d’une autre notre environnement, nous souhaitons que les entreprises européennes respectent les normes que nous édictons même lorsqu’elles agissent à l’extérieur de l’Union. Et parce que les entreprises ont tendance à privilégier les profits aux investissements dans la sécurité, la sanction doit être forte : l’ensemble des coûts des catastrophes doit être supporté par l’industrie, et en aucun cas par les travailleurs et les citoyens », a expliqué à la suite de ce vote Catherine Trautmann, eurodéputée membre de la commission de l’Industrie, de la Recherche et de l’Énergie.

## Enquêtes
Le 22 avril 2010, le United States Coast Guard et le Minerals Management Service ont lancé une enquête sur les causes possibles de l'explosion. Plusieurs agences devaient être contactées en cas de problème grave, ce sont le MMS, la NRC, l'EPA, l'USC, le LSP, le LOSCO, le TGLO, le TRRC, comme prévu par le plan de secours prévu par BPt.
Le 11 mai 2010, l'administration Obama commandait à la National Academy of Engineering une enquête technique indépendante sur les causes de la catastrophe pour prendre des mesures correctives relative aux défaillances mécaniques sous-jacente à l'accident.
Le Comité de la Chambre sur l'énergie et le commerce (United States House Committee on Energy and Commerce) a demandé à Halliburton, le prestataire chargé du contrôle du puits de lui fournir aussi vite que possible tous les documents qu'il aurait ayant trait au projet "Macondo Prospect" (le projet global de prospection pétrolière ultra-profonde dans le canyon sous-marin du Mississippi). L'attention du public et des médias s'est d'abord focalisée sur l'échec des systèmes de sécurité et de la procédure d'obturation du puits.

### Premières conclusions des enquêtes
Plusieurs problèmes graves ont concerné le système d'obturation de sécurité du forage :
- il y avait une fuite dans le système hydraulique qui devait fournir la puissance au bélier hydraulique ;
- le panneau de contrôle sous-marin n'était pas correctement connecté au bélier hydraulique ;
- les schémas de l'obturateur fournis par Transocean à BP ne correspondaient pas à la structure qui se trouvait sur le fond marin ;
- les béliers hydrauliques de cisaillement devant couper le tuyau et bloquer les flux de gaz et pétrole n'étaient pas conçus pour fonctionner sur les jointures de tubes de forage vissés ou sur le matériel passés par l'obturateur lors de la construction[120],[121] ;
- l'installation ne disposait pas de système de secours d'activation à distance[122] ;
- l'explosion semble avoir sectionné une ligne de communication nécessaire pour engager le processus d'obturation ;
- un système d'arrêt automatique aurait dû s'engager si toutes les communications (lignes électriques et hydrauliques) étaient rompues, mais il est possible que des conduites hydrauliques soient restées intactes après l'explosion. Sur les deux systèmes de contrôle de l'arrêt de sécurité, celui qui avait été inspecté à ce jour avait une batterie à plat[123] ;
- quelques heures avant l'explosion, un représentant de BP (contre l'avis des employés de Transocean) a insisté pour qu'on remplace des boues de forage par de l'eau de mer[124].

A ces problèmes graves concernant le bloc d’obturation (BOP) d’autres fautes majeures ont été commises comme la mauvaise interprétation des tests de pression et la non évaluation de la cimentation derrière le tubage (diagraphie CBL pourtant obligatoire)
Robert Kaluza, l'un des représentants de BP faisant partie des décideurs chargés de prendre la décision finale, a refusé de témoigner sur le Cinquième amendement à la Constitution des États-Unis au motif qu'il pourrait s'incriminer lui-même ; Donald Vidrine, autre représentant de BP, a invoqué des raisons médicales pour ne pas témoigner, de même que James Mansfield, ingénieur à bord, assistant de Transocean,,.
Le 22 mai 2010, un mois après le début de la marée noire, le président américain Barack Obama a annoncé qu'une commission d'enquête indépendante était mise en place pour enquêter sur les causes de cet accident. Elle est présidée par Bob Graham, démocrate et ancien gouverneur de Floride, et William Reilly, républicain et ancien patron de l'agence de protection de l'environnement,,. Le 1er juin 2010, le procureur général des États-Unis, Eric Holder, annonce avoir ouvert une enquête pénale sur la marée noire de BP. « Il existe un large éventail de violations possibles, et nous allons examiner de près les actions des personnes impliquées dans ce déversement. »
Le House Energy and Commerce Committee (en) enquête aussi sur l'accident. Dans une déclaration du 14 juin 2010, il notait que, plusieurs fois avant l'explosion, BP semble avoir choisi des procédures risquées pour gagner du temps ou de l'argent, parfois contre l'avis de son personnel ou des entrepreneurs contractants. Des journaux ont suggéré que le comportement de BP et les contrôles laxistes du gouvernement pouvaient avoir conduit à la catastrophe,.

### Suites judiciaires
Selon Reuters, un juge américain a accepté l'accord proposé par BP qui plaidera coupable et versera 4,5 milliards de dollars (3,3 milliards d'euros) de dommages et intérêts pour cette marée noire, la pire qui ait jamais touché les États-Unis, en contrepartie de l'abandon par les autorités fédérales des poursuites pénales.
BP doit encore répondre (25 février 2013) devant une autre juridiction (Louisiane) pour un procès au civil « qui pourrait lui coûter 18 milliards de dollars supplémentaires si la justice estime que la firme a été coupable de négligences »[réf. souhaitée].
En juillet 2015, BP a conclu un accord pour un total de 18,7 milliards de dollars d'indemnités avec le gouvernement américain, les États de l'Alabama, de la Floride, de la Louisiane, du Mississippi et du Texas, ainsi que 400 collectivités et organisations locales. Les dépenses de BP pour le nettoyage, les dommages environnementaux et économiques et les sanctions ont atteint 54 milliards de dollars. En janvier 2018, une estimation détaillée des « coûts ultimes de la marée noire », publiée dans le Journal of Corporate Accounting and Finance, s'élevait à 145,93 milliards de dollars US.

## Polémiques
BP a été critiqué pour avoir empêché des journalistes d'aller librement sur les lieux de la marée noire en interdisant, parfois avec l'aide des agences gouvernementales, l'approche des plages les plus souillées et le survol de la zone de marée noire. Des agences de protection de l'environnement ont reproché à BP d'utiliser massivement des dispersants toxiques pour l'écosystème marin.

## Dans la culture
Ces évènements sont relatés dans le film américain de 2016 Deepwater.

## Documentaire
- Hors de contrôle: la plate-forme Deepwater horizon, documentaire Capa, diffusé sur RMC Découverte, 52 minutes
- Reportages & Documentaires, « 11 morts et 780.000.000L de pétrole perdus », 25 décembre 2023 (consulté le 15 mars 2025)